# Cellino di Nese
Cellino di Nese ou Cellino di Nése est un architecte et sculpteur italien actif en Toscane au XIVe siècle.

## Biographie
Les sources anciennes ne spécifient pas le lieu et date de naissance et de mort de cet architecte actif en Toscane au XIVe siècle.
En 1337, il a travaillé à la construction de l'extérieur du baptistère San Giovanni in Corte de Pistoia et en San Giovanni Fuorcivitas.
Certaines sources anciennes lui ont attribué le monument de Cino da Pistoia situé à l'intérieur du baptistère de Pistoia , attribution désormais contestée.
À partir de 1359 il a participé à la construction du parement externe du baptistère Saint Jean-Baptiste de Pise œuvre commencée le 15 août 1152 par Diotisalvi qui ne put l'achever de son vivant.

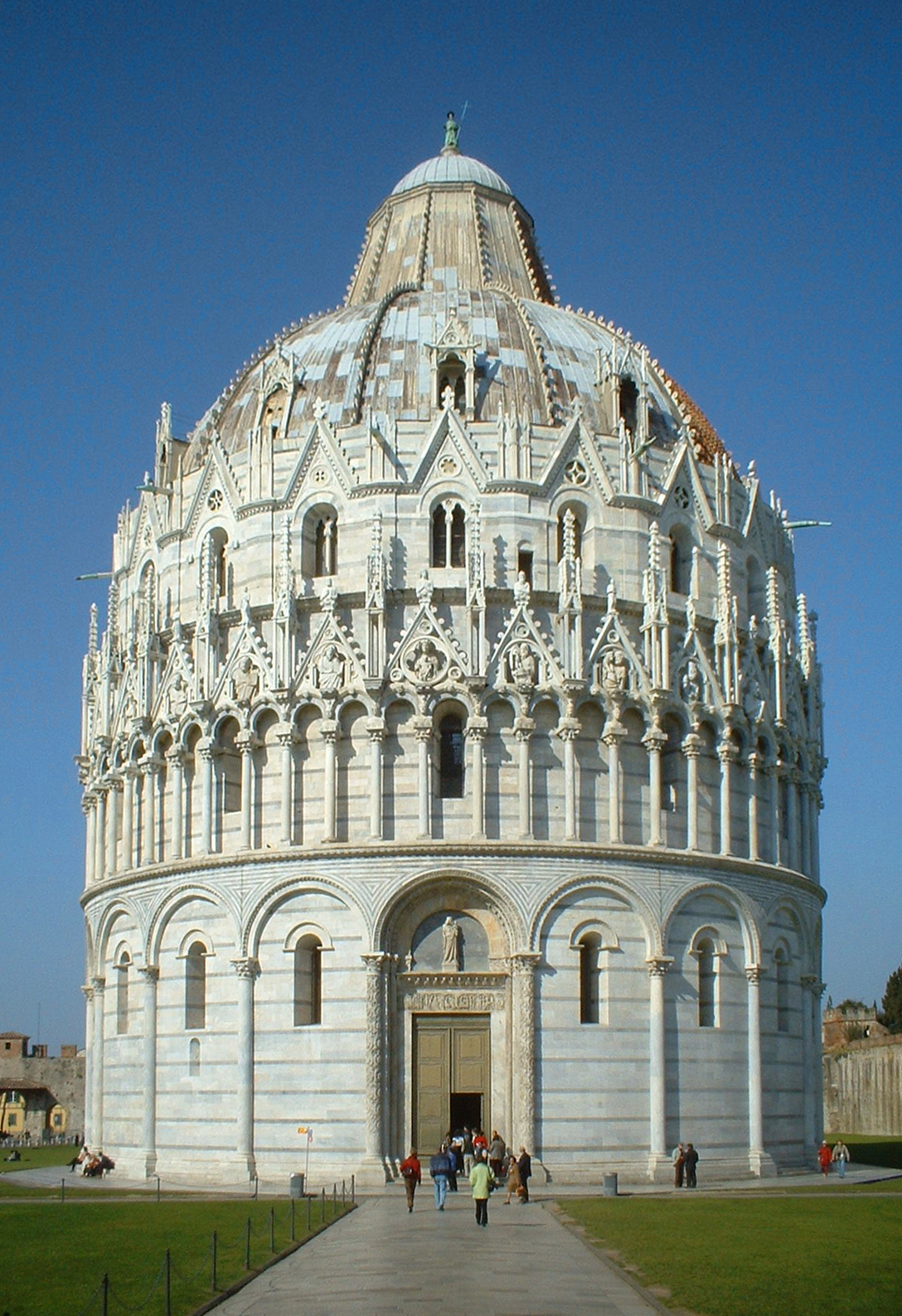
Extérieur du baptistère Saint Jean-Baptiste de Pise
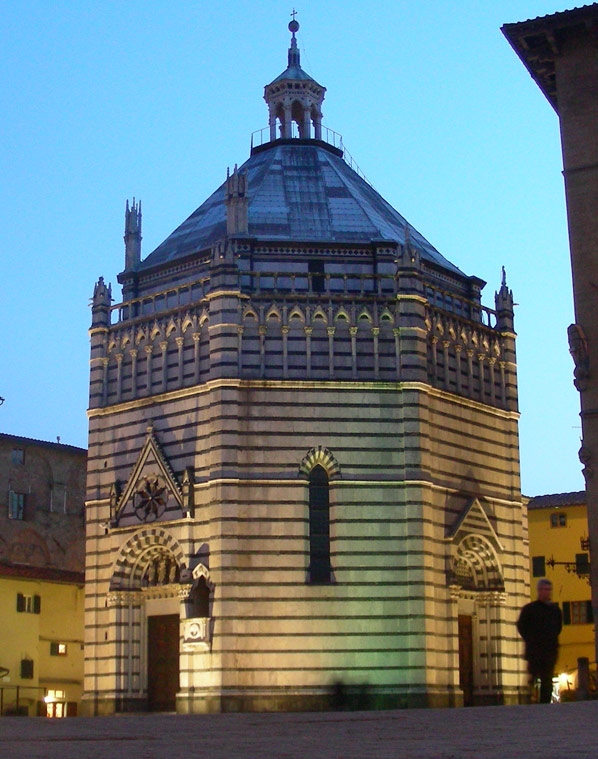
Extérieur du baptistère San Giovanni in Corte de Pistoia